# 美乳若妻と巨乳女将 蕩けるお宿
『美乳若妻と巨乳女将 蕩けるお宿』（びにゅうわかづまときょにゅうおかみ とろけるおやど）は、山内大輔監督の日本映画。

## 概要
2023年7月28日に成人映画として公開。温泉宿を舞台にしたホラー映画、ファンタジー映画である。
映画の舞台である温泉宿「雲海閣」は、同名の「那須湯本温泉 雲海閣」の協力を得て、ロケーション撮影された。
劇中には殺生石、深山ダム湖などの名所も登場する。
「OP PICTURES+フェス2023」では再編集の上、「あなたに会いたくて…」のタイトルで上映。
映画ライターの切通理作は「宿泊客の時制がバラバラに描かれてるように見せて、最後にはそれがひとつの物語として織り成される」と論評した。
2024年9月4日、『未亡霊 不貞の湯けむり』のタイトルでスターボードからDVD化。

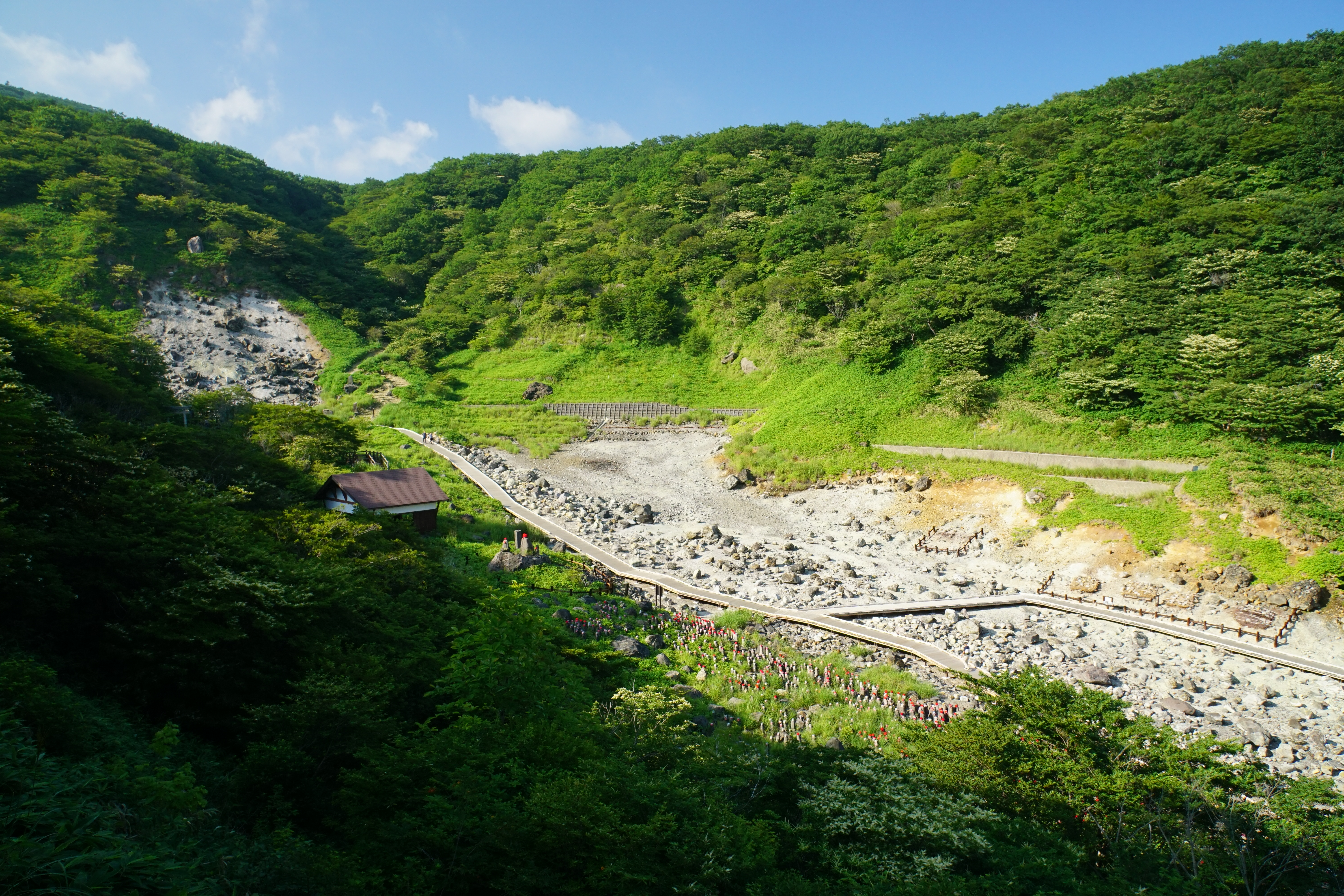
劇中でも登場する殺生石を臨む景色（栃木県那須）

## ストーリー
5年前、ダム湖の近くにある温泉宿「雲海閣」に雅之とユカリは宿泊し、渓流のイワナ料理、そして温泉を満喫した。雅之は魚の味が忘れられなかったと再び宿を訪れる。宿の鄙びた浴場へ向かう雅之。一人で湯舟に浸かっていると、女将のタマミが全裸で現れ胸を押し付けてきた。色欲に負ける雅之だったが、気付くと宿に女将の姿はなかった。

## 登場人物
ユカリ
演 ‐ 美谷朱里
雅之の恋人であり妻。温泉巡りが趣味。
タマミ
演 ‐ 吉根ゆりあ
雲海閣の女将。
ミユウ
演 ‐ 二葉エマ
雅之の不倫相手。
雅之
演 ‐ 安藤ヒロキオ
思い出の宿を訪ねる男。苗字は江口。
源五郎
演 ‐ 森羅万象
雲海閣の主人。釣りが趣味で「そりゃあ嬉しいな」が口癖。
レイミ
演 ‐ 豊岡んみ
喫茶マリエの店員。

## スタッフ
- 監督・脚本・編集：山内大輔
- 撮影監督：中尾正人
- 録音：大塚学
- 特殊メイク造形：土肥良成
- 音楽：project T＆K
- 効果：AKASAKA音効
- ラインプロデューサー・助監督：江尻大
- 監督助手：河野宗彦
- 撮影助手：榮穣、江森聖弥
- ポスター：本田あきら
- 仕上げ：東映ラボ・テック
- 制作：VOID FILMS
- 提供・配給：オーピー映画